# Elina Pahnke
Elina Pahnke, född 1991, är en svensk kulturskribent och journalist. 
Pahnke är bosatt i Malmö. Hon har studerat journalistik, statsvetenskap och juridik.
Hon har under 2020-talet skrivit för Aftonbladet kultur och Helsingborgs dagblads/Sydsvenskans kultursidor. Pahnke är politisk redaktör för Kontext magasin. Hon har tidigare varit ledarskribent för Fria tidningen, redaktionssekreterare på tidskriften Mana och redaktör för boken Sexjournalen som hon gav ut ihop med Karolina Hansson 2015 på Leopard förlag. Hon medverkar i boken Lösa förbindelser, om förhållandena för arbetare i handeln också den utgiven hos Leopard.